# Лалю Метев
Лалю Метев Чехларов е български индустриалец.

## Семейство
Лалю Метев е роден на 28 февруари 1885 в Габрово, в семейството на Мария (Минка) Лалева Трингова от гр. Казанлък и дядо Метю Христов Чехлар – заможен занаятчия и габровски фабрикант, дал на синовете си образование в Европа.
- Иван Метев – първият текстилен инженер[1] в България, загинал при гр. Щип в Междусъюзническата война
- Димо Метев – майор, завършил във Виена военна академия, загинал при гр. Яребична като дружинен командир на 49-и полк
- Лалю Метев – индустриалец, собственик на Първо българско за цимент АД „Лев“ – гр. Плевен
- Христо Метев – собственик на голяма памучно-текстилна фабрика в Габрово
- Георги Метев – търговец, фабрикант, завършил висше образование в Мюнхен

Лалю Метев е женен за Дора Аврамова (1894 – 1967) от София. Негов син е проф. Васил Метев, физик (1931 – 2007).

## Образование
Лалю Метев има 4 висши образования и последователно завършва:
- Средно образование в Априловската гимназия в Габрово
- 1905 – Философия в Университета в Загреб (Австро-Унгария)
- 1906 – Западноевропейска филология в Университета в Женева (Швейцария), където е студент на Фердинанд дьо Сосюр (1857 – 1913)
- 1909 – Славянска филология в Историко-филологическия факултет на Софийския университет
- 1920 – Право в Юридическия факултет на Софийския университет

## Кариера
Лалю Метев е един от най-заможните българи преди 9 септември 1944, а брат му Христо Метев е 18-и в същата класация.
Мажоритарен собственик е на Българска банка „Съединение“ – София, ул. Граф Игнатиев № 4.
Член на управителния съвет и един от двамата Главни директори (1941 – 1947) на Първо българско за цимент акционерно дружество „Лев“ – град Плевен. То е основано през 1908 г. като събирателно дружество, а фабриката за цимент в Плевен почва работа на 20 май 1909 година – най-старата фабрика за производство на цимент в България.
През 1911 г. фабриката е изкупена от новосъздаденото Първо българско за цимент АД „ЛЕВ“ начело с Лалю Метев, Димитър Неделчев и Антон Бакърджиев (1892 – 1960).
Лалю Метев е притежател на почти 1/3 от акционерния капитал на дружеството, а по-късно заедно с тези на свекър му Васил Аврамов и повече.
Това предприятие е първата българска фабрика за производство на цимент, с годишен капацитет 12 000 тона, или най-голямо на Балканите. Машините са доставени от фирмата Ф. Л. Шмид – Копенхаген. За постройките и инсталирането им са похарчени 1 500 000 златни лева, броени в ефективни наполеони.
През 1937 г. се предприема ново разширение, като се доставя от Шкодовите заводи – Прага комплектна инсталация, с дневен капацитет 120 до 140 тона, при употреба на промити въглища, или с годишен капацитет 40 000 тона. Общо за цялото разширение на фабриката се изразходва сумата 27 500 000 лв. през 1938 г.
Фабриката се обслужва от собствени електрически централи (22 000 000 лв.). Има построени собствени жп линии, с обща цена 13 000 000 лв. Построени са железолеярна фабрика (10 000 000 лв.) и работилница за циментови изделия (500 000 лв.).
За да се засилят собствените средства на дружеството от 1934 г. не са раздавани никакви дивиденти и тантиеми, като всички реализирани печалби са отнасяни за увеличаване на фондовете.
Към 1947 г. дружеството има 11 000 000 лева основен капитал, 20 000 000 лв. резервен фонд и 21 000 000 лв. амортизационни фондове, или всичко собствени средства 52 000 000 лв. Оборотните средства възлизат на 40 000 000 лв., които са черпени от банки и клиенти.
По баланс дружеството има инвестирани в здания и др. имоти към 20 000 000 лв., в машини 26 500 000 лв., в спомагателни материали 6 500 000 лв., в собствени жп линии и мостове 1 500 000 лв. и в движимости 1 500 000 лв., или всичко инвестиции за 58 000 000 лева.
Номиналната стойност на акцията е 100 лв., но още през 1932 г. курса и е над 300 лв., нещо което може да се установи от продадените от Франко-белгийска и балканска банка, на търг, 5000 броя акции Лев.
Установено е, според данните на дирекцията на статистиката (1940 г.), че цените на пазара са се увеличили най-малко 3 пъти и според това увеличение цената на предприятието е над 200 000 000 лв.
Тази стойност се получава и по изчисленията на световните капацитети по строежи на циментови заводи. Така в книгата „Най-икономично строене на циментови заводи“ от Вилхелм Ензелн, издадена през 1941 г., на стр. 15, табл. 12, при база 300 работни дни в годината, е дадена стойността на тон цимент годишно производство за инсталации по мокър начин (с въртящи пещи), 64 Р. М. за Германия и 72 шв. фр. за Швейцария, равни по курса от 1941 г. на 2112 лв., или при най-неблагоприятния случай, при употреба на ситни четвъртокачествени въглища, годишното производство ще бъде 40 000 тона по 2112 лв. дава сумата 84 480 000 лв., която сума увеличена 3 пъти за поскъпване на цените ще даде сумата 250 000 000 лв. – реална пазарна стойност на предприятието.
След съветизацията на страната успешно е прокаран Закон за (принудително) изкупуване на принадлежащите на български поданици акции от дружество „Гранатоид“, София, „Каменовъглено АД Вулкан“, София и дружество „Лев“, Плевен. (Министерство на финансите, Указ №3 от 14 март 1947, ДВ бр. 74 от 1 април 1947 и одобрен с Указ №10, ДВ бр. 147 от 28 юни 1947).
Мотиви към законопроекта за изкупуване: Производството на цимент и други строителни материали, в България, е монополизирано в ръцете на две големи предприятия – Гранатоид, София, – Лев, Плевен. От друга страна, държавата е широко заинтересована в общественото и частно строителство и това налага нейното участие в тия две монополни предприятия. За осъществяването на този широк и настоящ обществен интерес, е необходимо изкупуването на акциите на българските поданици от тези дружества, каквато е целта и на предлагания законопроект … (Министър на финансите: Проф. д-р Иван Стефанов).
Впоследствие дружеството е експроприирано, след като на 27 декември 1947 година „Държавен вестник“ на Народна република България публикува Закон за национализация на частни индустриални и минни предприятия (Обн., ДВ, бр. 302 от 27.12.1947 г.; изм. и доп., бр. 176 от 2.08.1949 г., с еднократно действие), с който се национализират и стават собственост на държавата, т.е. общонародна собственост, всички частни предприятия от индустрията, включително и производството на цимент.
Лалю Метев е притежавал и фирма за търговия на едро носеща неговото име (обявление № 5496-б от 1919) с предмет на дейност представителство и комисиона. По време на Втората световна война преустановява дейност с мотивите: „Не желая да бъда спекулант в собствената си страна“.
Основал цветопроизводствено търговско дружество заедно с Борис и Христо Мархолеви и Васил Аврамов (дружеството има цветарници върху 18 дка в кв. Дървеница и магазин на ул. „Раковски“ № 102 в София).
След 9 септември 1944 г. е арестуван на гарата в Банкя от отряда на майор Петър Будинов, освободен е от Дирекция на полицията лично от Лев Главинчев срещу откуп от 1 милион лева; впоследствие имуществото му е конфискувано, а той с цялото си семейство бива изселен от София по политически причини.

## Любопитно
Известен със своята благотворителност, прави щедри дарения за построяването на:
- Народно основно училище „Метьо Христов Чехлар“ в с. Хаджи цоневия мост (Габровска околия, днес квартал на Габрово),
- Паметник-чешма, издигнат в чест на падналите за родината през войните 1912 до 1918 г. в с. Биволаре (Плевенска околия),
- Паметника на Васил Априлов в Габрово и др.

О.з. поручик, двоен Кавалер на военния орден За храброст и знака му.